# Pomponius Mela
Pomponius Mela was een Romeins geograaf en schrijver die leefde ten tijde van keizer Claudius. 
Hij was afkomstig uit het Spaanse Tingentera (nabij het huidige Algeciras ) en schreef in het Latijn een aardrijkskundig werk in drie boeken, genaamd De Chorographia. Uitgangspunt van het werk is een zogenaamde periplus (Grieks: περίπλους, d.i. rondvaart langs de kusten, of zeilaanwijzingen), waardoor het binnenland minder aandacht krijgt. Hierin komen achtereenvolgens onder meer de volgende onderwerpen aan de orde:
- Boek I: in een algemeen gedeelte de positie van de aarde binnen het heelal, een afbakening van het bewoonde gedeelte van de aarde, de indeling in verschillende gebieden, een globaal overzicht van de belangrijkste zeeën en de continenten Azië, Europa en Afrika. Na dit algemene gedeelte wordt de rest van boek I gevuld met de beschrijving van noordelijk Afrika, westelijk Azië en het gebied rond de Pontus Euxinus.
- Boek II: uitvoeriger beschrijving van het gehele Middellandse Zeegebied, inclusief de eilanden
- Boek III: de kusten van de Atlantische Oceaan: het westen van Spanje en Gallië en in aansluiting daarop de volkeren van noordelijk en oostelijk Europa, van de Kaspische en de Rode Zee en van de Perzische Golf, waarna de beschrijving via het zuiden van Libië weer uitkomt bij de Atlantische Oceaan.

Het uitgangspunt verklaart enkele tekortkomingen van het werk. Zoals gezegd worden meestal enkel de aan zee gelegen gedeelten van de betrokken landen beschreven, en ontbreken vaak detailbeschrijvingen en exacte afstanden. 
 De compositie is overigens zeer doorzichtig en de stijl getuigt van retorische vorming. Pomponius Mela doet zijn best om de op zich soms saaie stof wat leesbaarder te maken door beschrijvingen in te lassen van zeden en gewoonte in de betreffende landen. 
 Voor de verwerking van zijn bronmateriaal heeft hij waarschijnlijk geput uit de werken van Eudoxus, Hipparchus, Hanno en Nepos. Door het benutten van deze degelijke bronnen heeft hij ongetwijfeld belangrijke notities van oudere geografen van de vergetelheid gered. Deze vaststelling, alsook het feit dat het de oudste volledig bewaarde beschrijving van de antieke wereld is die wij bezitten, maakt het belang van Pomponius’ werk uit.